# Рыльские глаголические листки
Рыльские (Рильские) глаголические листки или Македонский глаголический листок — 8 неполных листков и ещё 3 клочка пергамена, оставшиеся от несохранившейся глаголической старославянской книги литургического назначения. Датируются XI веком. Содержат части исповедальной молитвы и Паренесиса (наставления) Ефрема Сирина.
Для языка «Рыльских листков»  характерна одноеровая орфография (сьвѣть вместо съвѣтъ), типичное для македонских памятников отсутствие йотации гласных (моа вместо моꙗ, волеѫ вместо волеѭ), нерегулярное отражение падения редуцированных.
Найдены в Рильском монастыре в Болгарии. Первые два листа обнаружил В. И. Григорович в 1845 году. В 1880 году ещё три листа в переплете рукописи 1473 года «Панегирик на Владислав Граматик» нашёл К. Иречек. Там же в 1936 году ещё часть фрагментов обнаружил Й. Иванов.
Листы, найденные Григоровичем, ныне хранятся в библиотеке РАН в Санкт-Петербурге, шифр 24.4.15 (фонд И. И. Срезневского). Все прочие — в Рильском монастыре, вместе с той рукописью, в которой были найдены, и под тем же шифром: № 3/6.
Издания: И. И. Срезневского (1866), Г. А. Ильинского (1909). Полное издание с включением фотографий, кирилловской транслитерации, параллельного греческого текста, индекса слов и т. п.: И. Гошев, «Рилски глаголически листове», София, 1956.
Иногда предполагают, что к той же рукописи, от которой остались «Рильские листки», принадлежал ещё один так называемый «Лист Григоровича» (хранится в библиотеке РАН, Спб., под шифром 24.4.17).